# Anthocoris fulvipennis
Anthocoris fulvipennis är en insektsart som beskrevs av Reuter 1884. Anthocoris fulvipennis ingår i släktet Anthocoris och familjen näbbskinnbaggar. Inga underarter finns listade i Catalogue of Life.